# بدر-2000
بدر-2000 هو مشروع مشترك بين مصر والأرجنتين بتمويل عراقي في 1987-1988، تحت إشراف المشير عبد الحليم أبو غزالة. وقد تم اغتيال ستة مهندسين أرجنتينيين في ضاحية المعادي بالقاهرة في عام 1988. وقد أدت تهمة محاولة تهريب تكنولوجيا الكربون الاسود من الولايات المتحدة إلى إقالة أبو غزالة وإنهاء المشروع.إذ كشفت تقارير صحفية صدرت عام 1987 اغضبت الدول الغربية عن برنامج لتطوير صواريخ طويلة المدى بين الأرجنتين والعراق ومصر باسم كوندور-2 .